# Ollie Barbieri
Ollie Barbieri (Bath, 12 november 1991) is een Brits acteur. Hij is vooral bekend door zijn rol als JJ (Jonah Jeremiah) Jones in de Britse tienergeoriënteerde televisieserie Skins.

## Filmografie
| Jaar | Titel     | Rol      | Opmerkingen  |
| ---- | --------- | -------- | ------------ |
| 2009 | Skins     | JJ Jones | Seizoen 3, 4 |
| 2011 | Anuvahood | Enrique  | Hoofdrol     |